# Миша Бартън
Миша Ан Марсдън Бартън (на английски: Mischa Anne Marsden Barton) е актриса, родена на 24 януари 1986 в Лондон. На петгодишна възраст се премества да живее в Ню Йорк заедно със семейството си, а на 3 февруари 2006 получава американско гражданство в Лос Анджелис.

## Биография
Бартън е родена в Хамърсмит, Лондон, Англия. Баща ѝ, Пол Бартън, е англичанин, а майка ѝ – Нуала Смит – ирландка. Има две сестри – Ханя (1988), студентка в Лос Анджелис, и Зоуи (1978), адвокат.
На осемгодишна възраст Миша Бартън бива забелязана от откривател на таланти по време на летен лагер, докато представя свой монолог.
Освен като актриса Миша също така работи като модел на фирми за козметика и дрехи. Завършва Professional Children's School в Манхатън през 2004 и посещава лятното училище към RADA (Кралска академия за драматично изкуство) през 2006.
През 2005 актрисата се нанася със семейството си във вила в Бевърли Хилс, Калифорния.

### Кариера
Като дете Бартън е модел към Форд Моделс. Театралната си кариера започва в Ню Йорк. На деветгодишна възраст получава главна роля в Славяни! на Тони Кушнер. Бартън взима участие в много постановки на Бродуей, като изпълнява и главната роля в Twelve Dreams от Джеймс Лапайн, поставена в Линкълн Център. Дебютът си в киното прави в Lawn Dogs, който печели награди от филмови фестивали по целия свят. Оттогава тя се снима в поредица от филми, включително Шесто чувство (The Sixth Sense), Нотинг Хил (Notting Hill) и Загубени и объркани (Lost and Delirious). По време на този ранен период тя се появява и в голям брой телевизионни реклами и печатни кампании. Както тогава, така тя е представяна от дългогодишния си приятел и наставник Иван Барт от Ай Ем Джи Моделс Ню Йорк (IMG Models New York).
Миша Бартън се появява за пръв път по телевизията през 1996 в ролята на Лили Монтгомъри в сериала Всички мои деца (All My Children). Две години по-късно се снима и във филма Pups с Камерън Ван Хой, модерна репродукция на Бони и Клайд. Също така взима еднократно участие в шоуто на Фокс Луда надпревара (Fastlane) и се появява в осем епизода на телевизионното шоу Once and Again в ролята на Кейти Сингър, приятелка на Джеси Замлер (Ивън Рейчъл Ууд). Снима се и в музикалните клипове към песните Goodbye My Lover на Джеймс Блънт и Addicted на Енрике Иглесиас.
Миша Бартън спечелва своята популярност благодарение на ролята си като Мариса Купър в сериалът Ориндж Каунти - Кварталът на богатите – красивата и популярна тийнейджърка от гимназията Харбър, от Нюпорт Бийч, Калифорния, чиято история се върти главно около връзката ѝ с Райън Атууд (Бенджамин Маккензи) отношенията с майка ѝ – Джули Купър-Никол (Мелинда Кларк) и с нейните приятели и познати от Нюпорт.
През 2006 Бартън се снима в три филма – Closing the Ring на Ричард Атънбороу, Virgin Territory, продукция на Дино де Лорентис и независимия филм Don't Fade Away. Следват роли във филмите St. Trinian's и Assassination of a High School President. Следващите проекти с нейно участие са Malice in Sunderland, You and I (Finding tATu), Walled In и Homecoming.

### Реклама
Бартън е работила като модел на Келвин Клайн (Calvin Klein). Също така е рекламно лице на фирми като Aéropostale, bebe, Monsoon Accessorize, Dooney & Bourke, JC (Jeans and Clothes), Morgan de Toi, Neutrogena, Jaspal и Keds. Миша става рекламно лице на Neutrogena за новата им световна кампания; в това отношение тя върви по стъпките на Дженифър Лав Хюит, Менди Мор и Кристин Кройк. В Австралия Миша се появява в реклами за списанието Famous.

### Списания
В класацията на списание FHM (съкращение от For Him Magazine) във Великобритания за „100-те най-секси жени на света за 2005 година“ Миша Бартън заема 64 място, а през следващата година се изкачва до 21 място. В американското издание на списанието за 2005 година актрисата е класирана на 52 място. Друго списание – Maxim я подрежда на 21 място в своята класация за 2006 година.

## Номинации и награди
| Година | Събитие           | Номинация                                       | Печели | Филм                                  |
| ------ | ----------------- | ----------------------------------------------- | ------ | ------------------------------------- |
| 2007   | Prism Awards      | Изпълнение в сериал – драма                     | Не     | Ориндж Каунти – Кварталът на богатите |
| 2006   | Teen Choice Award | Актриса (Телевизия/сериал)                      | Да     | Ориндж Каунти – Кварталът на богатите |
| 2005   | Teen Choice Award | Актриса (Телевизия/сериал – драма)              | Не     | Ориндж Каунти – Кварталът на богатите |
| 2005   | Teen Choice Award | Телевизионна двойка (С Бенджамин Маккензи)      | Да     | Ориндж Каунти – Кварталът на богатите |
| 2004   | Teen Choice Award | Дебют като телевизионна звезда                  | Да     | Ориндж Каунти – Кварталът на богатите |
| 2004   | Teen Choice Award | Актриса (Телевизия/сериал – драма/приключенски) | Не     | Ориндж Каунти – Кварталът на богатите |

## Филмография

### Кино
1. Polio Water (1995)
2. Lawn Dogs (1997)
3. Pups (1999)
4. Нотинг Хил (Notting Hill) (1999)
5. Шесто чувство (The Sixth Sense) (1999)
6. Paranoid (2000)
7. Skipped Parts (2000)
8. Изгубени и объркани (Lost and Delirious) (2001)
9. Julie Johnson (2001)
10. Tart (2001)
11. Кръг необятна светлина (2002)
12. Опасно пътуване (Octane) (2003)
13. The OH in Ohio (2006)
14. Closing the Ring (2007)
15. Virgin Territory (2007)
16. St. Trinian's (2007)
17. Assassination of a High School President (2008)
18. Walled In (2008)
19. Homecoming (2008)
20. You and I (2008)
21. Don't Fade Away (2008)

### Телевизия и сериали
1. New York Crossing (1996)
2. Всички мои деца (All My Children) (1996)
3. Франки и Хейзъл (Frankie & Hazel) (2000)
4. Once and Again (2002 – 2003)
5. Ориндж Каунти – Кварталът на богатите (The O.C.) като Мариса Купър (2003 – 2006)
6. The Beautiful Life (2009-)